# ALL TIME LIVE BEST
『ALL TIME LIVE BEST』（オールタイムライブベスト）は、DEENのライブベストアルバム。また、本作発売と、同時に配信が開始された配信限定ライブ・アルバム『ALL TIME LIVE BEST (DIGITAL ONLY)』についても、こちらに記載する。

## 作品の解説
- 1999年の横浜アリーナ公演からLIVE JOY Break-14〜Negai〜までの公演の中で演奏された曲の中で、ファン投票によって収録曲が選ばれた。
- 横浜アリーナ公演のDVDに収録されていない未発表音源も収録された。

## 収録曲

### Disc 1
1. このまま君だけを奪い去りたい
2. Acoustic Medley
夢の続き……Love in my dream
未来のために
海の見える街〜Indigo days〜
君のいないholiday
3. LOVE FOREVER
4. 果てない世界へ
5. Christmas time
6. 蒼い戦士たち
7. 少年
8. i...
9. 瞳そらさないで
10. TWELVE
11. 日曜日
12. 広い世界で君と出逢った
13. Smile Blue feat. 押尾コータロー

- 01〜07 licensed by B-Gram RECORDS, INC.

### Disc 2
1. 翼を広げて
2. MY LOVE
3. VOYAGE
4. 海の見える街 〜Indigo days〜
5. 君の心に帰りたい
6. いつか僕の腕の中で
7. 銀色の夢 〜All over the world〜
8. 歌になろう
9. Celebrate
10. 夢であるように
11. さよなら
12. 永遠の明日
13. ひとりじゃない
14. Glory Day feat. イトウシュンゴ
15. Negai feat. ミズノマリ

## DVD（初回限定生産盤のみ）

### Disc 1
- 300 PREMIUM LIVE DEEN LIVE JOY-Break14〜Negai〜 ZEPP FUKUOKA

### Disc 2
- All TIME LIVE HISTORY 1994〜2009＆DEEN Unplugged Summer Resort Live '10 〜LIVE&DOCUMENT〜

## 収録された公演

### Disc 1
- DEEN LIVE JOY Break-4 〜Soul inspiration "1999 Special"〜／横浜アリーナ（#01〜#05）
- DEEN LIVE JOY Break-5 〜'need love〜／渋谷公会堂（#06）
- DEEN Classics Unplugged Live 1st Strings 和音／国際フォーラム・ホールC（#07）
- DEEN LIVE JOY Break-6 〜Birthday eve〜／渋谷公会堂（#08）
- DEEN LIVE JOY Break-8 at SEOUL 〜Lookin' for Utopia〜／韓国延世大学100周年記念館（#09）
- DEEN LIVE JOY Break-10 〜BEST of DEEN キセキ〜／東京厚生年金会館（#10〜#11）
- DEEN LIVE JOY Break-12 〜Road to 武道館〜／ZEPP TOKYO（#12〜#13）

### Disc 2
- DEEN 15th Anniversary Live in 武道館 〜15年分のありがとう〜／日本武道館（#01〜#02）
- DEEN LIVE JOY Break-13 〜NEXT STAGE〜／ZEPP TOKYO（#03〜07）
- DEEN LIVE JOY Special 日本武道館 2009／日本武道館（#08〜#10）
- DEEN LIVE JOY Break-14 〜Negai〜／ZEPP FUKUOKA（#11〜#13）
- DEEN LIVE JOY Break-14 〜Negai〜／東京厚生年金会館（#14〜#15）

## ALL TIME LIVE BEST (DIGITAL ONLY)

### ALL TIME LIVE BEST【DIGITAL ONLY I】
『ALL TIME LIVE BEST 【DIGITAL ONLY I】』（オールタイムライブベスト 【デジタル・オンリー・ワン】）は、DEENの配信限定のライブベストアルバム。

#### 解説
2009年に日本武道館にて行われた公演の音源を収録。

#### 収録曲
1. Memories
2. ひとりじゃない
3. 瞳そらさないで
4. このまま君だけを奪い去りたい
5. 夢の蕾
6. いつかきっと…
7. ノスタル 〜遠い約束〜
8. VISION OF ILLUSION
9. 永遠の明日
10. ロンリーウルフ 〜上海ロックスターEpisode3〜
11. YOU & I

### ALL TIME LIVE BEST【DIGITAL ONLY II】
『ALL TIME LIVE BEST 【DIGITAL ONLY II】』（オールタイムライブベスト 【デジタル・オンリー・ツー】）は、DEENの配信限定のライブベストアルバム。

#### 解説
2006年に行われた東京厚生年金会館での公演の様子の音源を収録。

#### 収録曲
1. ひとりじゃない
2. 君さえいれば
3. 瞳そらさないで
4. このまま君だけを奪い去りたい
5. 思いきり 笑って
6. 会いたい
7. 夢であるように
8. 遠いゝ未来へ
9. 太陽と花びら
10. Teenage dream

### ALL TIME LIVE BEST【DIGITAL ONLY III】
『ALL TIME LIVE BEST 【DIGITAL ONLY III】』（オールタイムライブベスト 【デジタル・オンリー・スリー】）は、DEENの配信限定のライブベストアルバム。

#### 解説
2006年に行われた東京厚生年金会館の公演と、2008年に行われた日本武道館での公演の様子の音源を収録。

#### 収録曲
1. 未来のために
2. Memories
3. LOVE FOREVER
4. STRONG SOUL
5. Good Good Time!!
6. 翼を広げて
7. We can change the world
8. 手ごたえのない愛
9. レールのない空へ
10. 翼を風に乗せて 〜fly away〜
11. ユートピアは見えてるのに

### ALL TIME LIVE BEST【DIGITAL ONLY IV】
『ALL TIME LIVE BEST 【DIGITAL ONLY IV】』（オールタイムライブベスト 【デジタル・オンリー・フォー】）は、DEENの配信限定のライブベストアルバム。

#### 解説
2008年に行われたZEPP TOKYOでの公演の音源を収録。

#### 収録曲
1. Memories 2007
2. ひとりじゃない
3. このまま君だけを奪い去りたい
4. 夢であるように
5. Sunrise Sunset
6. 瞳そらさないで
7. 少年
8. 思いきり笑って
9. I Promise You
10. COSMIC HIGHWAY
11. 僕の為≒君の為

### ALL TIME LIVE BEST【DIGITAL ONLY V】
『ALL TIME LIVE BEST 【DIGITAL ONLY V】』（オールタイムライブベスト 【デジタル・オンリー・ファイブ】）は、DEENの配信限定のライブベストアルバム。

#### 解説
2008年に行われたZEPP TOKYOでの公演の様子と、同ZEPP TOKYOでのカウントダウンでの公演の様子を収録している。

#### 収録曲
1. 翼を広げて
2. 白い記憶
3. 僕の未来
4. Family
5. love me
6. このまま君だけを奪い去りたい
7. 永遠の明日
8. 夢であるように
9. 明日へ続く道
10. 少年